# Ранчо Ла-Бреа
Ранчо Ла-Бреа (англ. Rancho La Brea Tar Pits) — район битумных озёр на территории Лос-Анджелеса, в Калифорнии. Знаменито многочисленными находками вымерших животных позднего плейстоцена. Находки включают богатую фауну крупных млекопитающих, в том числе короткомордого медведя, американского льва, саблезубых кошек, мамонтов, мастодонтов, гигантских ленивцев, западных верблюдов, древнего бизона, пекари, американской лошади, ламы и др. Широко представлены находки вымершего вида ужасного волка.